# 粟多能
粟多能（1949年—），侗族，中华人民共和国政治人物、第十一届全国政协委员。
加入中国共产党，担任贵州省黔东南苗族侗族自治州政协主席。2008年，当选第十一届全国政协委员，代表少数民族界，分入第五十组。